# Isolotti di Cala Lunga
Gli isolotti di Cala Lunga sono un gruppo di isolotti del mar Tirreno situati a ridosso dell'isola di Razzoli, nella Sardegna nord-orientale.

Appartengono amministrativamente al comune di La Maddalena e si trovano all'interno del parco nazionale dell'Arcipelago di La Maddalena.